# Zastrozzi

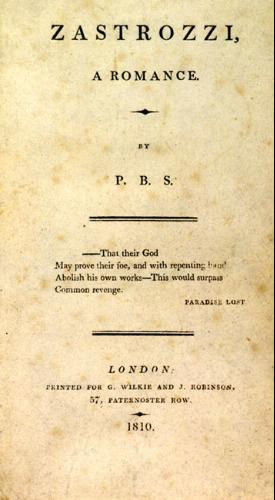
Copertina della prima edizione del romanzo

Zastrozzi, a Romance è un romanzo gotico di Percy Bysshe Shelley pubblicato per la prima volta nel 1810 a Londra da George Wilkie e John Robinson in forma anonima, con solo le iniziali del nome dell'autore: "di PBS". Il primo di due romanzi gotici di Shelley (l'altro è St. Irvyne) delinea la sua visione ateistica del mondo attraverso il cattivo Zastrozzi ed espone le sue prime riflessioni sulle conseguenze dell'autoindulgenza e sulla vendetta violenta. Un critico del 1810 scrisse del protagonista che "Zastrozzi è uno dei demoni più selvaggi e improbabili che siano mai usciti da un cervello malato".
Shelley scrisse Zastrozzi all'età di diciassette anni mentre frequentava il suo ultimo anno all'Eton College, anche se fu pubblicato solo più tardi, nel 1810, mentre frequentava la University College di Oxford. L'opera fu la prima in prosa pubblicata dal grande poeta.
Nel 1986, il romanzo venne scelto come parte della serie Oxford World Classics dalla Oxford University. Nicole Berry tradusse il romanzo per un'edizione francese nel 1999. Una traduzione tedesca curata da Manfred Pfister fu pubblicata nel 2007.

## Personaggi principali
- Pietro Zastrozzi, un fuorilegge che cerca vendetta contro Verezzi, suo fratellastro
- Verezzi, il Conte, incarcerato da Zastrozzi
- Giulia, la Marchesa de Strobazzo, promessa sposa di Verezzi
- Matilda, la Contessa di Laurentini, che avrà la parte di seduttrice di Verezzi nel piano ideato da Zastrozzi
- Bernardo, servo di Zastrozzi
- Ugo, altro servo di Zastrozzi
- Ferdinand Zeilnitz, servo di Matilda
- Bianca, serva di Zastrozzi
- Claudine, anziana donna di Passau, che offrirà riparo a Verezzi
- Il Monaco
- L'Inquisitore
- Il Superiore, un giudice

## Epigrafe
L'epigrafe sul frontespizio del romanzo è tratta dal Paradiso perduto (1667) di John Milton, Libro II, versi 368-371:
—Quello è il loro Dio
Può dimostrarsi il loro nemico e con mano pentita
Abolire le sue stesse opere: questo eccederebbe
la comune vendetta.

## Sinossi
Pietro Zastrozzi, un fuorilegge, e i suoi due servi, Bernardo e Ugo, travestiti e mascherati, rapiscono Verezzi dalla locanda vicino a Monaco dove vive e lo conducono in un nascondiglio, ricavato in una caverna. Verezzi viene rinchiuso in una stanza chiusa da una porta di ferro, e trattenuto al muro da catene che gli corrono attorno alla vita e ai quattro arti.
Verezzi riesce a liberarsi e a fuggire dai suoi rapitori, ripiegando a Passau, in Bassa Baviera. Claudine, una donna anziana, consente a Verezzi di rifugiarsi nella sua villa. In seguito Verezzi salva Matilda, Contessa di Laurentini, da un tentativo di suicidio. I due fanno amicizia, e Matilda cerca di convincere Verezzi a sposarla, ma lui è innamorato di Julia. Matilda offre alloggio a Verezzi nel suo castello con annessa tenuta, vicino a Venezia, e tuttavia i suoi instancabili sforzi per sedurlo non hanno successo.
Zastrozzi escogita dunque un piano per torturare e tormentare Verezzi. Diffonde una falsa voce secondo la quale Julia sarebbe morta, esclamando a Matilda: "Se solo il cuore di Giulia, l'amata di Strobazzo, stesse marcendo sul mio pugnale!"
In seguito al diffondersi della falsa notizia, Verezzi si convince che Julia sia effettivamente morta. Sconvolto ed emotivamente distrutto, alla fine cede e decide di accettare la proposta di Matilda.
Ma Julia è ancora viva e la verità viene a galla. Verezzi è così addolorato per il suo tradimento che si uccide. In seguito a ciò, Matilda uccide Julia per rappresaglia. Zastrozzi e Matilda vengono arrestati per omicidio. Matilda si pente, mentre Zastrozzi ostenta disprezzo di fronte alla Corte. Viene processato, e condannato a morte.
Finalmente Zastrozzi confessa di aver cercato vendetta contro Verezzi perché il padre di Verezzi aveva abbandonato la madre, Olivia, morta giovane e in povertà. Si scopre così che Verezzi e Zastrozzi sono fratellastri, con quest'ultimo che accusa il padre della sorte della madre, e che per questo ha orchestrato una vendetta non solo contro il proprio padre, che ha ucciso, ma anche contro "la sua progenie, per sempre", ovvero suo figlio Verezzi. Uccidendo suo padre, Zastrozzi ne ha ottenuto solo l'eliminazione corporea. Manipolando Verezzi fino al suicidio, invece, Zastrozzi ha manifestato il suo vero obiettivo, che era quello di ottenere la dannazione eterna dell'anima di Verezzi, in virtù della nota posizione di condanna espressa dalla Chiesa nei confronti dei suicidi. Zastrozzi, ateo convinto, va incontro alla morte sulla graticola rifiutando il perdono religioso "con una risata selvaggia convulsa di esultante vendetta".

## Accoglienza
The Gentleman's Magazine, considerato come la prima rivista letteraria, pubblicò nel 1810 una recensione favorevole di Zastrozzi: "Un racconto dell'orrore breve ma ben raccontato e, se non ci sbagliamo, non da una penna qualsiasi. La storia è così abilmente condotta che il lettore non può facilmente anticiparne l'epilogo". Critical Review, una rivista conservatrice con un "programma estetico reazionario" invece definì appunto il protagonista Zastrozzi con la frase citata in apertura: "uno dei demoni più selvaggi e improbabili che siano mai usciti da un cervello malato". Il recensore bocciò l'opera: "Non sappiamo quando mai abbiamo provato prima tanta indignazione come nel leggere attentamente questa produzione esecrabile. Il suo autore non sarà mai biasimato abbastanza. Tutti i suoi occhi scintillanti, le sue emozioni combattive, il suo torpore raggelante della disperazione non varranno a salvare lui dall'infamia e il suo volume dalle fiamme"
Zastrozzi fu riedito nel 1839 in The Romancist and Novelist's Library: The Best Works of the Best Authors, Volume 1, No.10, pubblicato a Londra da John Clements.
Il romanzo intreccia componenti psicologiche e autobiografiche. Eustace Chesser, in Shelley and Zastrozzi (1965), analizzò lo scritto come un complesso thriller psicologico: "Quando mi imbattei in Zastrozzi per la prima volta rimasi subito colpito dalla sua attinenza a quel materiale onirico con cui ogni psicanalista ha familiarità. Non era una storia raccontata con il distacco di uno scrittore professionista per l'intrattenimento del pubblico. Qualunque fosse l'intenzione cosciente del giovane Shelley, in realtà stava scrivendo per se stesso. Stava aprendo le porte dell'inconscio e permettendo alle sue fantasie di rifluire senza limitazioni. Stava tradendo, inconsapevolmente, i problemi emotivi che agitavano la sua mente di adolescente"
Secondo la sua teoria, esperienze reali e persone reali furono sostanzialmente proiettate su eventi e personaggi di fantasia. I conflitti giacenti nel subconscio dell'autore vennero così risolti durante il processo di scrittura. Patrick Bridgwater, in Kafka, Gothic and Fairytale (2003), sostenne che per certi aspetti l'opera di Shelly era antesignana della futura arte di Franz Kafka, nel ventesimo secolo.
La critica odierna concorda sul fatto che stilisticamente il romanzo mostra alcune pecche, probabilmente riconducibili alla giovane età dell'autore, nonché al fatto che si trattasse del suo primo serio tentativo in prosa. Il difetto più evidente sarebbero i capitoli mancanti e i conseguenti scarti narrativi, sebbene alcuni critici ed editori abbiano suggerito che Shelley intendesse questa omissione come una sorta di burla.
Con appena un centinaio di pagine, Zastrozzi è più corto della lunghezza del romanzo classico, scelta che impedisce uno sviluppo più approfondito e completo dei personaggi. Nelle sezioni centrali del racconto, inoltre, non ci sono le variazioni nell'ambientazione tipiche del romanzo. C'è un focus primario su Verezzi e Matilda a detrimento degli altri personaggi e a scapito dello sviluppo della trama. Shelley sembrerebbe anche aver scelto parole e struttura sintattica che tendono a rallentare il flusso della storia.

## Adattamenti
Nel 1977, il drammaturgo canadese George F. Walker preparò un adattamento teatrale di successo intitolato Zastrozzi, The Master of Discipline chiaramente basato sul romanzo di Shelley. Benché rispettasse fedelmente la trama (sottoposta solo a qualche taglio), lo spettacolo si poneva come qualcosa di "piuttosto diverso dal romanzo", nelle parole dell'autore. Lo spettacolo ebbe innumerevoli repliche, e prese anche parte alla stagione 2009 dello Stratford Shakespeare Festival. Il dramma di Walker conserva tutti i personaggi principali della novella di Shelley, la trama centrale e le questioni morali ed etiche relative alla vendetta, alla punizione e all'ateismo. Lo spettacolo fu messo in scena ininterrottamente in tutto il mondo a partire dalla sua prima apparizione.
Nel 1986, Channel Four Films in Gran Bretagna produsse una miniserie televisiva in quattro parti del romanzo di Shelley intitolata Zastrozzi, A Romance, il cui originale fu adattato e diretto da David G. Hopkins e prodotto da Lindsey C.Vickers e David Lascelles, e infine trasmesso su Channel Four. La serie fu poi ceduta anche alla televisione americana, che la mandò in onda su PBS in una versione di WNET nel programma Channel Crossings. Mark McGann interpretava Verezzi, Tilda Swinton Julia, Hilary Trott era Matilda, Max Wall il prete, mentre Zastrozzi fu interpretato da Geff Francis. La produzione consisteva in quattro episodi di 52 minuti ciascuno. Nel 1990, Jeremy Isaacs definì la trasposizione televisiva di Zastrozzi come uno dei dieci programmi di cui era più orgoglioso fra quelli curati durante il suo mandato come amministratore delegato di Channel 4.
L'intera miniserie in quattro parti Zastrozzi, A Romance fu pubblicata in doppio DVD l'8 ottobre 2018 nel Regno Unito.

## Affinità conFrankenstein
Sono facilmente riscontrabili somiglianze tra Zastrozzi e Frankenstein in termini di immagini, stile, temi, struttura della trama e sviluppo del personaggio. Phillip Wade sottolineò come per esempio le allusioni al Paradiso Perduto di John Milton siano presenti in entrambi i romanzi:
"La caratterizzazione di Shelley di Zastrozzi con la sua «alta statura» e «portamento dignitoso e intrepida compostezza» doveva chiaramente molto al Satana di Milton, così come quella di Wolfstein in St. Irvyne, descritto come avente una «forma imponente e maestosa» ed «espressiva, e lineamenti regolari, gravida di uno sguardo come se il dolore avesse schiacciato a terra una mente le cui energie native e non limitate aspiravano al cielo». In questa seconda storia d'amore Shelley aveva anche raffigurato un personaggio «le cui proporzioni, gigantesche e deformi, erano apparentemente annerite dalle tracce indelebili dei fulmini di Dio». Questo tipo di descrizione, così palesemente imitativa della caratterizzazione di Satana di Milton, è evidente in Frankenstein come lo è nei romanzi giovanili di Shelley"
Descrisse altresì una scena in Zastrozzi che si ripete pressoché immutata in Frankenstein:
"Per fare un esempio: in Zastrozzi c'è una scena ambientata in una cornice alpina convenzionale. Una tempesta di fulmini, giustamente terrificante, sbatte da rupe a rupe. E lì Matilda: «Contemplava la tempesta che le infuriava intorno. Gli elementi in lotta si fermarono, un silenzio ininterrotto, profondo, spaventoso come il silenzio della tomba, si impose. Matilda udì un rumore: i passi erano distinguibili e, alzando lo sguardo, un lampo rivelò alla sua vista la figura torreggiante di Zastrozzi. La sua figura gigantesca fu nuovamente avvolta da un'oscurità totale, mentre il lampo momentaneo si allontanava. Uno scroscio di tuoni fragorosi di nuovo risuonò follemente sullo zenit, e un lampo scintillante annunciò l'avvicinarsi di Zastrozzi, ora in piedi davanti a Matilda»
Wade sottolineò che la scena venne poi replicata in Frankenstein:
"La scena identica si verifica in Frankenstein, con Victor Frankenstein che si ritrova sulle Alpi durante una tempesta di fulmini: «Ho guardato la tempesta, così bella e allo stesso tempo terrificante. Questa nobile guerra nel cielo elevò il mio spirito. Ho stretto le mani ed ho esclamato ad alta voce: "William, caro angelo! Questo è il tuo funerale, questo è il tuo canto funebre!" Mentre dicevo queste parole, ho percepito nell'oscurità una figura... Un lampo illuminò l'oggetto, e mi scoprì chiaramente la sua forma, e la sua gigantesca statura immediatamente mi informò che era il disgraziato, lo schifoso demone, a cui avevo dato la vita»
E concluse che entrambi i libri evidenziano la riproposizione, da parte di Shelley, di archetipi miltonici:
"Certo, le scene di tempesta non sono insolite nella letteratura romantica; basta ricordare Il pellegrinaggio del giovane Aroldo, di Byron. Ma l'immagine miltonica di un satana titanico stagliata dai fuochi sull'oscurità dell'inferno porta il segno inconfondibile dell'influenza esercitata da questi su Shelley"
Stephen C. Behrendt osservò anche che il piano per vendicarsi di Dio in Zastrozzi, come menzionato nell'epigrafe, "anticipa la guerriglia che la Creatura intraprenderà contro Victor Frankenstein":
"Parlando all'assemblea degli angeli caduti all'Inferno, Belzebù propone un mezzo per vendicarsi di Dio. Il suo piano prevede di attaccare Dio sabotando le creature a lui più care, Adamo ed Eva, in modo che un Dio arrabbiato e pentito li condanni alla distruzione, uno schema che anticipa le tattiche di guerriglia che la Creatura intraprenderà contro Victor Frankenstein nel Frankenstein di Mary Shelley"
Jonathan Glance paragonò il sogno di Frankenstein a quello di Zastrozzi: "L'analogia più stretta al sogno di Victor Frankenstein si trova in Zastrozzi (1810) di Percy Shelley". Viene descritta la reazione di Matilda: "Ad un certo punto immaginò che Verezzi, acconsentendo alla loro unione, le offrisse la sua mano, e che al suo tocco la carne gli si sbriciolava e uno spettro urlante fuggiva dalla sua vista".

## La successiva narrativa in prosa di Shelley
Nel 1811, Shelley scrisse una novella successiva a Zastrozzi chiamata St. Irvyne o The Rosicrucian, A Romance, che parlava di un alchimista che tentava di diffondere il segreto dell'immortalità, pubblicato da John Joseph Stockdale nella sua tipografia al civico numero 41 di Pall Mall, a Londra.
Tuttavia l'opera si basava più sul soprannaturale, rispetto a Zastrozzi, che invece era intriso di realismo romantico.
I principali scritti in prosa di Shelley sono Zastrozzi, St. Irvyne, The Assassins, A Fragment of a Romance (1814), una novella rimasta incompiuta su una setta di fanatici moralisti determinata a uccidere i tiranni e dittatori del mondo, The Coliseum (1817), Una Favola, scritto in italiano nel 1819, e The Elysian Fields: A Lucianic Fragment (1818). Oltre a questi vanno citati i pamphlet Wolfstein; o, Il misterioso bandito (1822) e The Secrets of a Robber's Cave (1830), entrambi da considerare come versioni ridotte di St. Irvyne. A True Story venne altresì attribuito a Shelley. Shelley scrisse anche la prefazione e contribuì con almeno 4.000-5.000 parole al romanzo gotico Frankenstein (1818) di sua moglie Mary Shelley. Non si è ancora esaurito il dibattito in merito all'effettivo apporto di Shelley alla celeberrima opera della moglie. Nel 2008 gli venne ufficialmente attribuito lo status di coautore o quantomeno collaboratore.